# Sandi Červek
Sandi Červek, slovenski slikar, * 19. julij 1960, Murska Sobota.

## Življenje in delo
Diplomiral je 1982 na ljubljanski Akademiji za likovno umetnost in oblikovanje. Červek je na umetnostno prizorišče stopil v drugi polovici osemdesetih let 20.stoletja, znotraj generacije, ki se je neposredno obrnila k abstrakciji in modernistični tradiciji. Dela kot svoboden umetnik. Červekova dela prepričljivo posredujejo temeljne bivanjske vsebine in pomenijo v slovenskem slikarstu eno najradikalnejših  redukcionističnih različic.

Nagrada Prešernovega sklada 2021.